# Arnau de Pàdua
Arnau de Pàdua o Arnaldo de' Cattanei (Limena, província de Pàdua, 1185 - Asolo, província de Treviso, 10 de febrer de 1255) fou un monjo benedictí, abat de Santa Giustina de Pàdua. És venerat com a beat per l'Església catòlica.

## Biografia
L'Arnau va néixer al 1185 a la noble família dels Cattanei de Limena, prop de Pàdua. Molt jove, va entrar al monestir de Santa Justina de Pàdua, on destacà per la seva pietat i exemplaritat. En 1209, només amb 24 anys, en fou elegit abat. Al seu abadiat defensà els drets de l'abadia, entre els quals el privilegi d'intervenir en l'elecció del bisbe de la diòcesi; restaurà i amplià el monestir i desvià el curs del riu Bacchiglione per construir-hi molins.
Quan Ezzelino III conquerí Pàdua en 1237 i va fer empresonar Giordano Forzaté, prior de S. Benedetto, l'altra gran abadia de la ciutat, Arnau fugí a Ferrara, sota la protecció dels Este, i després a Monselice. El 1238 Frederic II del Sacre Imperi Romanogermànic li retornà l'abadia i el mateix emperador hi visqué durant dos mesos. Quan marxà, però, Ezzelino feu empresonar l'abat, en 1246, a la fortalesa d'Asolo. Hi visqué fins a morir, després de més de vuit anys de presó, el febrer de 1255.

## Veneració
Sebollit a l'església dels framenors d'Asolo, que Ezzelino fou deposat, el seu cos fou portat a Pàdua i enterrat a Santa Justina. El 14 de març de 1562 rebé sepultura definitiva en una altra capella, amb altar i estàtua pròpies. El seu culte, tradicional, no es va confirmar oficialment i el beat no té un ofici propi, essent commemorat al martirologi benedictí. Se celebrà el 15 de març, aniversari de la seva translació, fins a la supressió de l'abadia den 1806.